# Jan Předbořský z Předboře
Jan Předbořský z Předboře byl Vladyka z Předboře u Chotěboře.
Od svého otce dostal dostal Bezděkov.
V roce 1623 odsouzen za odboj a vystěhoval se. Propadla mu obec Kroměšín a ostatní majetek dostává jeho strýc Albrecht Hyldebrant Lukavský z Lukavice.